# Železniční nehoda u Církvic
Železniční nehoda v Církvicích se stala v pátek 6. července 1962 po 16. hodině poblíž obce Církvice u Ústí nad Labem na železniční trati Lysá nad Labem – Ústí nad Labem. Následkem srážky dvou nákladních vlaků narazil osobní vlak do nákladních vozů zasahujících do průjezdného profilu koleje, což nepřežilo celkem 16 lidí a 63 lidí bylo zraněno, z toho 20 těžce.

## Průběh nehody
Toho dne posunoval ve stanici Sebuzín manipulační vlak Mn 8162 s vozy loženými štěrkem. Poté měl vyjet směrem na Libochovany. Průvodčí při posunu ve stanici sice propojil vozy i lokomotivu hadicemi brzdového potrubí, ale neotevřel kohouty spojek. Vlakvedoucí po naplnění brzdového potrubí stlačeným vzduchem neprovedl zkoušku brzdy, ač to byla jeho povinnost a měl asi 20 minut času na její vykonání. Jeho manipulační vlak totiž ve stejném směru ve stanici předjížděl nákladní vlak EPn 5426 a Mn 8162 ho měl následovat. Manipulační vlak tažený lokomotivou řady 434.2 jedoucí tendrem napřed odjel ze stanice na návěst „rychlost 40 km/h a výstraha“. Ani topič ani strojvedoucí se dostatečně nevěnovali sledování trati a projeli následující návěstidlo v poloze „stůj“. Poté, co podjeli silniční viadukt, si strojvedoucí všiml nákladního vlaku EPn 5426, který stál v následujícím levém oblouku před ním.
Použitá rychločinná brzda ovšem brzdila jen lokomotivu, ostatní vozy vinou uzavřených kohoutů brzdového potrubí nebrzdily vůbec, a proto došlo setrvačným pohybem ke srážce obou vlaků rychlostí asi 20 km/h. Nárazem vykolejila lokomotiva a několik vozů manipulačního vlaku do průjezdného profilu druhé koleje tak nešťastně, že do nich narazil v opačném směru právě projíždějící osobní vlak EOs 1313. Srážka byla tak silná, že jeden vůz osobního vlaku byl téměř roztržen vedví.

## Následky
Na místě neštěstí zahynulo 14 osob, 22 osob bylo zraněno těžce (mezi nimi strojvedoucí a topič manipulačního vlaku) a 43 lehce. Po několika dnech svým těžkým zraněním podlehly další dvě osoby. Podle počtu obětí je to 11. největší železniční nehoda v Česku.

## Soud
Trestní senát okresního soudu v Ústí nad Labem později uznal vinnými trestním činem obecného ohrožení vlakvedoucího a trojici průvodčích manipulačního vlaku a odsoudil je k trestům odnětí svobody nepodmíněně v rozpětí od 1 do 5 let.